# Refrigerador de Einstein
Pedido de patente do refrigerador 
de Einstein e Szilárd.
O refrigerador de Ciclo de refrigeração-Szilard ou refrigerador de Einstein é um refrigerador de absorção sem partes móveis, opera a pressão constante e requer somente uma fonte de calor para funcionar. Foi inventado conjuntamente em 1926 por Albert Einstein e seu ex-aluno Leó Szilárd e patenteado nos EUA em 11 de novembro de 1930 (US patent nº 1 781 541). Este é um projeto alternativo a partir da invenção original de 1922 dos inventores suecos Baltzar von Platen e Carl Munters.

## História
De 1926 a 1933 Einstein e Szilárd colaboraram em vias de melhorar a tecnologia de refrigeração caseira. Os dois foram motivados por relatos de um jornal contemporâneo sobre uma família em Berlim que morreu quando o lacre do refrigerador se rompeu e liberou vapores tóxicos na casa. Einstein e Szilárd propuseram que um aparelho sem partes móveis poderia eliminar o risco de falha no lacre, e exploraram aplicações práticas para diferentes ciclos de refrigeração. Einstein usou a experiência que ganhou durante os anos no Instituto Federal Suíço de Propriedade Intelectual para pedir patentes válidas de suas invenções em vários países, os dois obtendo eventualmente 45 patentes em seus nomes para três diferentes modelos. 
Sugere-se que a maior parte da invenção foi feita por Szilárd, e Einstein agiu somente como consultor e ajudando com a papelada da patente.
O refrigerador não foi imediatamente fabricado comercialmente, a mais promissora das patentes levada à companhia sueca Electrolux. Poucas unidades para demonstração foram construídas a partir de outras patentes. O projeto de Einstein e Szilard apresentava baixa eficiência, enquanto refrigeradores com compressores e gás freon alcançavam melhor rendimento. Experimentos da Universidade de Oxford, nos anos 2000, revelam que o projeto de projeto de Einstein e Szilard pode ser aperfeiçoado, o que pode quadruplicar sua eficiência.

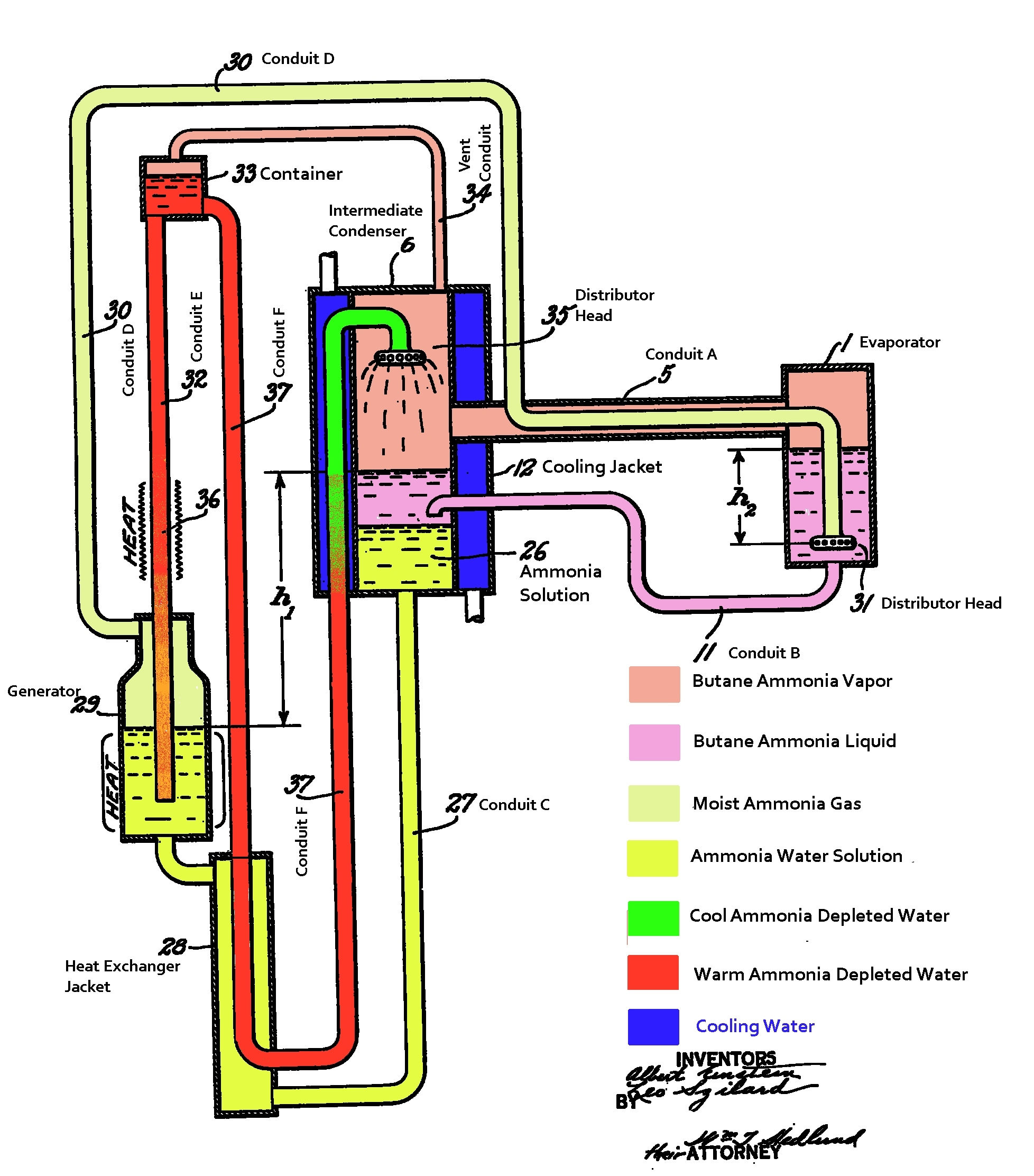
Versão detalhada, a partir dos originais do projeto do refrigerador de Einstein.